# Едвард Ридз-Сміглий
Е́двард Ридз-Смі́гли (пол. Edward Rydz-Śmigły, 11 березня 1886, м. Бережани — 2 грудня 1941, м. Варшава) — польський військовий і політичний діяч, маршал Польщі (1936). Під час Першої світової війни — керівник батальйону в складі Польських легіонів. Головнокомандувач польської армії під час Польської кампанії 1939 року. Орден Білого Орла (1936). Масон. Почесний громадянин Тернополя.

## Життєпис
Народився 11 березня 1886 року в м. Бережани, Австро-Угорщина) в родині підофіцера австрійської армії Томаша Ридза та його дружини Марії Баб'як. Мати Едварда походила з української греко-католицької родини, похована на Бережанському цвинтарі. Батько матері — вахмістр поліції (муніципальний поліцмейстер), потім — сторож на бойні. Щодо місця народження існують розбіжності: або м. Бережани (вул. Ізабелівка, буд. 137), або с. Лісники (буд. 117) біля Бережан; згадується теж с. Лапшин. У 1896 році Едварда всиновила польська родина Урановичів із міста Бережани. Після закінчення Бережанської гімназії у 1905 розпочав навчання у Краківській Академії мистецтв. У 1908 у зв'язку з членством у новоствореній організації «Союз Чинної Боротьби» перериває навчання і переходить на філософські студії Ягелонського університету. У цей час вибирає собі псевдо «Сьмігли» (спритний, меткий).

### Військова служба
У 1910—1911 рр. був призваний на військову службу в австрійську армію, де отримав звання підхорунжого. У 1912 р. відновлює навчання і закінчує Краківську Академію мистецтв. «Союз Чинної Боротьби» перетворюється на легальне спортивно-гімнастичне товариство «Стшелєц» (пол. Strzelec) під керівництвом Ю. Пілсудського. У цьому товаристві Е. Ридз зарекомендував себе здібним організатором.

#### Перша світова війна
З початком Першої світової війни в липні 1914 був мобілізований у 55-й полк австрійської армії, розташований у Бережанах. Ю. Пілсудський призначає його спочатку командиром ІІІ батальйону польських легіонів, а незабаром — командиром Першої бригади легіонів. Улітку 1915 — підполковник, в листопаді 1917 року — головний командант Польської Військової Організації, замість арештованого Пілсудського.
У 1918 р. під час візиту до Києва  він познайомився зі своєю майбутньою дружиною, на той час розлученою, Мартою Томас (primo voto Zaleska, нар. 1895 р. у Житомирі). Після її приїзду до Варшави Едвард Ридз у 1920 році подав прохання про нагородження її Хрестом Доблесті за заслуги перед батьківщиною, а наступного року вони одружилися. У 1920 році, після набуття чинності закону, що дозволяє додавати прізвище псевдонімом, прийнятим під час військової служби, Едвард Ридз, який з 1912 року також використовував псевдонім «Śmigły», змінив своє ім'я на «Rydz-Śmigły», а потім близько 1936 р. змінив порядок слів на «Śmigły-Rydz».

#### Польська Республіка (1918—1939)

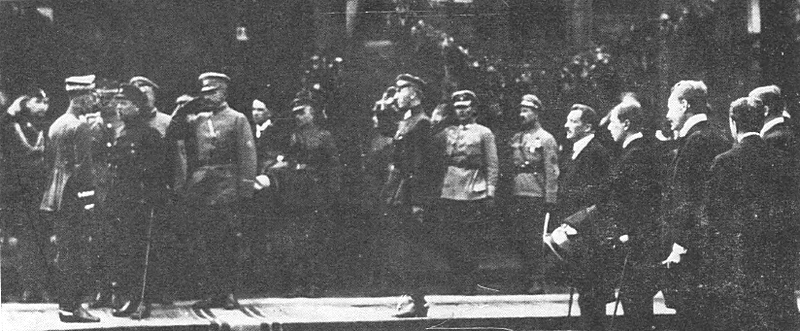
Генерал Ридз-Сміглий рапортує С. Петлюрі після звільнення Києва від більшовиків, 1920

Один із найближчих співробітників Ю. Пілсудського: з 1918 — міністр війни, у травні 1920 — командувач армії, яка зайняла Київ. 9 червня 1920-го року за наказом генерала Е. Ридза-Сміглого Ланцюговий міст Києва був підірваний відступаючими польськими військами, відновити його за старим проектом не вдалося. З 1921 — інспектор армії, по смерті Пілсудського 1935 — генеральний інспектор польських збройних сил і фактичний диктатор Польщі, з 1936 — Маршал Польщі.

### Друга світова війна
Начальний вождь польської армії у війні з Німеччиною 1939; після поразки польських військ втік до Румунії, де був інтернований, але 1941 нелегально повернувся до Варшави.
Помер 2 грудня 1941 року в м. Варшава (тоді Генерал-губернаторство, Третій Райх) від серцевого нападу.
Як уроджений на Бережанщині (Галичина) і абсольвент Бережанської гімназії мав чимало особистих зв'язків з українцями, але до національних прагнень українців у межах польської держави ставився неприхильно і до деякої міри відповідальний за протиукраїнську політику польського уряду в другій половині 1930-х pp.

## Нагороди

### Польща
- Virtuti Militari
  - срібний хрест (1920)
  - командорський хрест
- Хрест Хоробрих — нагороджений 4 рази (1921 і тричі в 1923)
- Орден Відродження Польщі
  - командорський хрест (29 грудня 1921)
  - командорський хрест із зіркою
  - великий хрест (10 листопада 1928)
- Хрест Заслуги військ Серединної Литви
- Пам'ятна медаль учаснику війни 1918-1921 років
- Медаль «Десятиліття здобутої незалежності»
- Золотий хрест Заслуги (Польща) (17 березня 1930)
- Хрест Незалежності з мечами (6 листопада 1930)
- Хрест 70-ї річниці Січневого повстання (1933)
- Пам'ятна відзнака генерального інспектора збройних сил (12 травня 1936)
- Орден Білого Орла (10 листопада 1936)
- Медаль «За довголітню службу» (1938)
- Золота Почесна Відзнака Ліги протиповітряної та газової оборони 1-го ступеня
- Відзнака 56-го піхотного полку

### Латвія
- Військовий орден Лачплесіса 2-го класу (1921)
- Орден Трьох зірок 1-го класу
- Медаль «10-річчя війни за незалежність»

### Естонія
- Хрест Свободи
  - 1-го ступеня, 3-й клас (1922)
  - 1-го ступеня, 2-й клас (1925)
- Орден Орлиного хреста 1-го класу (1932)
- Орден Білої зірки 1-го класу (1938)

### Румунське королівство
- Орден Корони Румунії, великий хрест
- Орден Зірки Румунії, великий хрест
- Орден «За вірну службу», великий хрест (1936)

### Королівство Італія
- Орден Корони Італії, великий хрест
- Хрест «За військову доблесть» (Італія)
- Медаль військових добровольців (1936)

### Інші країни
- Орден Залізної Корони 3-го ступеня з військовою відзнакою (Австро-Угорщина; 1916)
- Залізний хрест 2-го класу (Королівство Пруссія; 1916)
- Орден Почесного легіону (Франція)
  - командорський хрест (1921)
  - великий офіцерський хрест
  - великий хрест (1936)
- Орден Вранішнього Сонця 1-го ступеня (Японська імперія; 1937)
- Військовий орден Пуласького (1938)
- Орден Заслуг (Угорщина), великий хрест
- Орден Білого орла (Сербія), великий хрест
- Орден Святого Савви, великий хрест (Королівство Югославія)